# Yūto Nagatomo
Yūto Nagatomo (長友 佑都, Nagatomo Yūto) né le 12 septembre 1986 à Saijō (Japon), est un footballeur international japonais qui évolue actuellement au poste d'arrière gauche au FC Tokyo.

## Jeunesse

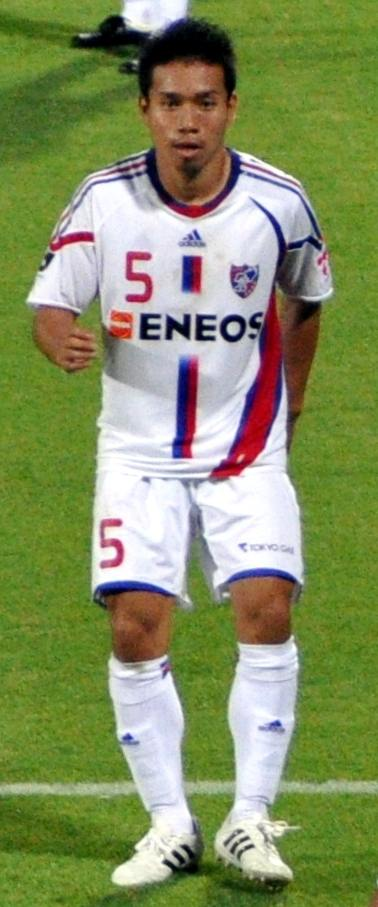
Yūto Nagatomo avec le FC Tokyo en 2009.

Yūto Nagatomo commence très tôt à toucher le ballon et à montrer un certain talent. Malgré ça il échoue aux détections de jeunes de Ehime FC, le club local. Il intègre en 2002 l'équipe du lycée Higashi de Fukuoka dans lequel il poursuit sa scolarité. Puis celle de la prestigieuse université Meiji de Tokyo en 2005 avec laquelle il s'affirme comme un des meilleurs joueurs du championnat universitaire. En 2007, profitant du système de collaboration entre la J-League et les universités, il intègre le FC Tokyo et commence sa carrière de footballeur professionnel.

## Carrière
Yūto Nagatomo commence sa carrière professionnelle en 2007 au FC Tokyo. Il dispute les Jeux olympiques de 2008 à Pékin. Il est sélectionné pour la première fois en équipe du Japon de football en 2008 et fait partie du groupe des vingt-trois sélectionnés pour la Coupe du monde de football de 2010. À l'issue de celle-ci il débarque en Europe, à Cesena FC où il est prêté par le FC Tokyo.
En janvier 2011, il participe à la Coupe d'Asie au Qatar et délivre notamment la passe décisive du but victorieux de Tadanari Lee en finale face à l'Australie. Il est élu meilleur arrière gauche de la compétition.
À la suite de la compétition, les dirigeants de Cesena achètent définitivement le latéral japonais au FC Tokyo. Mais finalement, le 31 janvier 2011, ceux-ci décident de prêter Yūto Nagatomo à l'Inter Milan avec une option d'achat fixée à 6 millions d'euros. Davide Santon effectuant le chemin inverse.
Il marque son premier but avec l'Inter contre le Genoa CFC (5-2), puis un deuxième lors de la victoire de son équipe durant la dernière journée contre le Calcio Catane (3-1). Il remporte son premier trophée avec l'Inter Milan, la Coupe d'Italie, le 29 mai face au Palerme FC (3-1). L'Inter Milan termine finalement à la 2e place de la Serie A après avoir longtemps craint que la qualification pour la Champions League ne lui file entre les doigts. Lors de ses six premiers mois intéristes, Yūto Nagatomo semble avoir gagné sa place de titulaire sur le côté gauche de la défense au détriment d'un Cristian Chivu vieillissant et auteur de piètres prestations en Coupe d'Europe. Le 30 juin 2011, le site officiel du Cesena FC indique que Yūto Nagatomo est désormais officiellement un joueur de l'Inter Milan. Le 8 avril 2016, le club a annoncé la prolongation du contrat du joueur jusqu'en 2019.
Le 31 janvier 2018, Yūto Nagatomo est prêté par l'Inter Milan au Galatasaray SK (option d'achat à 7 millions euros). Il est définitivement transféré au club stambouliote l'été suivant. Le 31 août 2020, Yūto Nagatomo signe libre à l'Olympique de Marseille pour une durée d'un an,. Le 19 décembre 2020, il marque un but contre son camp face au Stade de Reims.
Le 30 juin 2021, il arrive en fin de contrat et est laissé libre par l'Olympique de Marseille.
Début septembre 2021, après 11 ans passé en Europe, il s'engage avec le FC Tokyo jusqu'en janvier 2023.
Le 1er novembre 2022, il est sélectionné par Hajime Moriyasu pour participer à la Coupe du monde 2022.

## Statistiques
| Saison                | Club                   | Championnat           | Championnat | Championnat | Championnat | Coupe nationale | Coupe nationale | Coupe nationale | Coupe de la Ligue | Coupe de la Ligue | Coupe de la Ligue | Supercoupe | Supercoupe | Supercoupe | Compétition(s) continentale(s) | Compétition(s) continentale(s) | Compétition(s) continentale(s) | Compétition(s) continentale(s) | Total | Total | Total |
| Saison                | Club                   | Division              | M.          | B.          | P.d.        | M.              | B.              | P.d.            | M.                | B.                | P.d.              | M.         | B.         | P.d.       | Comp.                          | M.                             | B.                             | P.d.                           | M.    | B.    | P.d.  |
| 2007                  | FC Tokyo               | J1 League             | -           | -           | -           | -               | -               | -               | 1                 | 0                 | 0                 | -          | -          | -          | -                              | -                              | -                              | -                              | 1     | 0     | 0     |
| 2008                  | FC Tokyo               | J1 League             | 29          | 3           | 2           | 3               | 0               | 0               | 3                 | 0                 | 0                 | -          | -          | -          | -                              | -                              | -                              | -                              | 35    | 3     | 2     |
| 2009                  | FC Tokyo               | J1 League             | 31          | 1           | 3           | 1               | 0               | 0               | 4                 | 1                 | 0                 | -          | -          | -          | -                              | -                              | -                              | -                              | 36    | 2     | 3     |
| 2010                  | FC Tokyo               | J1 League             | 12          | 1           | 1           | -               | -               | -               | 1                 | 0                 | 0                 | -          | -          | -          | -                              | -                              | -                              | -                              | 13    | 1     | 1     |
| Sous-total            | Sous-total             | Sous-total            | 72          | 5           | 6           | 4               | 0               | 0               | 9                 | 1                 | 0                 | -          | -          | -          | -                              | -                              | -                              | -                              | 85    | 6     | 6     |
| 2010-2011             | AC Cesena (prêt)       | Serie A               | 16          | 0           | 1           | -               | -               | -               | -                 | -                 | -                 | -          | -          | -          | -                              | -                              | -                              | -                              | 16    | 0     | 1     |
| 2010-2011             | Inter Milan            | Serie A               | 13          | 2           | 0           | 3               | 0               | 0               | -                 | -                 | -                 | -          | -          | -          | C1                             | 3                              | 0                              | 0                              | 19    | 2     | 0     |
| 2011-2012             | Inter Milan            | Serie A               | 35          | 2           | 2           | 1               | 0               | 0               | -                 | -                 | -                 | -          | -          | -          | C1                             | 7                              | 0                              | 1                              | 43    | 2     | 3     |
| 2012-2013             | Inter Milan            | Serie A               | 25          | 0           | 3           | 2               | 0               | 0               | -                 | -                 | -                 | -          | -          | -          | C3                             | 8                              | 2                              | 1                              | 35    | 2     | 4     |
| 2013-2014             | Inter Milan            | Serie A               | 34          | 5           | 6           | 2               | 0               | 0               | -                 | -                 | -                 | -          | -          | -          | -                              | -                              | -                              | -                              | 36    | 5     | 6     |
| 2014-2015             | Inter Milan            | Serie A               | 14          | 0           | 0           | 1               | 0               | 0               | -                 | -                 | -                 | -          | -          | -          | C3                             | 3                              | 0                              | 2                              | 18    | 0     | 2     |
| 2015-2016             | Inter Milan            | Serie A               | 22          | 0           | 0           | 4               | 0               | 0               | -                 | -                 | -                 | -          | -          | -          | -                              | -                              | -                              | -                              | 26    | 0     | 0     |
| 2016-2017             | Inter Milan            | Serie A               | 16          | 0           | 0           | -               | -               | -               | -                 | -                 | -                 | -          | -          | -          | C3                             | 4                              | 0                              | 0                              | 20    | 0     | 0     |
| 2017-2018             | Inter Milan            | Serie A               | 11          | 0           | 0           | 2               | 0               | 0               | -                 | -                 | -                 | -          | -          | -          | -                              | -                              | -                              | -                              | 13    | 0     | 0     |
| Sous-total            | Sous-total             | Sous-total            | 170         | 9           | 11          | 15              | 0               | 0               | -                 | -                 | -                 | -          | -          | -          | -                              | 25                             | 2                              | 4                              | 210   | 11    | 15    |
| 2017-2018             | Galatasaray SK (prêt)  | SüperLig              | 15          | 0           | 3           | 1               | 0               | 0               | -                 | -                 | -                 | -          | -          | -          | -                              | -                              | -                              | -                              | 16    | 0     | 3     |
| 2018-2019             | Galatasaray SK         | SüperLig              | 17          | 1           | 2           | -               | -               | -               | -                 | -                 | -                 | 1          | 0          | 1          | C1+C3                          | 5+2                            | 0+0                            | 0+0                            | 25    | 1     | 3     |
| 2019-2020             | Galatasaray SK         | SüperLig              | 15          | 1           | 2           | 2               | 1               | 0               | -                 | -                 | -                 | 1          | 0          | 0          | C1                             | 6                              | 0                              | 0                              | 24    | 2     | 2     |
| Sous-total            | Sous-total             | Sous-total            | 47          | 2           | 7           | 3               | 1               | 0               | -                 | -                 | -                 | 2          | 0          | 1          | -                              | 13                             | 0                              | 0                              | 65    | 3     | 8     |
| 2020-2021             | Olympique de Marseille | Ligue 1               | 25          | 0           | 1           | 1               | 0               | 0               | -                 | -                 | -                 | 1          | 0          | 0          | C1                             | 2                              | 0                              | 0                              | 29    | 0     | 1     |
| 2021                  | FC Tokyo               | J1 League             | 10          | 0           | 0           | -               | -               | -               | -                 | -                 | -                 | -          | -          | -          | -                              | -                              | -                              | -                              | 10    | 0     | 0     |
| 2022                  | FC Tokyo               | J1 League             | 30          | 0           | 0           | 1               | 0               | 0               | -                 | -                 | -                 | -          | -          | -          | -                              | -                              | -                              | -                              | 31    | 0     | 0     |
| 2023                  | FC Tokyo               | J1 League             | 29          | 0           | 2           | 2               | 0               | 0               | 6                 | 0                 | 0                 | -          | -          | -          | -                              | -                              | -                              | -                              | 37    | 0     | 2     |
| 2024                  | FC Tokyo               | J1 League             | 26          | 2           | 1           | 1               | 0               | 0               | 0                 | 0                 | 0                 | -          | -          | -          | -                              | -                              | -                              | -                              | 27    | 2     | 1     |
| Sous-total            | Sous-total             | Sous-total            | 95          | 2           | 3           | 4               | 0               | 0               | 6                 | 0                 | 0                 | -          | -          | -          | -                              | -                              | -                              | -                              | 105   | 2     | 3     |
| Total sur la carrière | Total sur la carrière  | Total sur la carrière | 425         | 18          | 29          | 27              | 1               | 0               | 15                | 1                 | 0                 | 3          | 0          | 1          | -                              | 40                             | 2                              | 4                              | 510   | 22    | 34    |

## Palmarès

### En club
- Vainqueur de la Coupe de la Ligue japonaise en 2009 avec le FC Tokyo.
- Vice-champion d'Italie en 2011 avec l'Inter Milan.
- Vainqueur de la Coupe d'Italie en 2011 avec l'Inter Milan.
- Champion de Turquie en 2018 et 2019 avec Galatasaray SK.
- Vainqueur de la Supercoupe de Turquie en 2019 avec Galatasaray SK.
- Finaliste de la Supercoupe de Turquie en 2018 avec Galatasaray SK.
- Finaliste du Trophée des champions en 2020 avec l'Olympique de Marseille.

### En sélection
| Japon - Coupe du monde - Huitième de finaliste en 2010, 2018 et 2022 - Premier Tour en 2014 - Coupe d'Asie - Vainqueur en 2011 - Quart de finaliste en 2015 - Finaliste en 2019 - Coupe Kirin - Vainqueur en 2008, 2009 et 2011 - Finaliste en 2016 |